# Domenico Mombelli
Domenico Mombelli (ur. 17 lutego 1751 w Villanova, zm. 15 marca 1835 w Bolonii) – włoski śpiewak operowy (tenor), a także kompozytor i impresario.

## Życiorys
W młodości był organistą w Crescentino, tam też w 1776 roku wystawił swoją operę Didone do libretta Pietra Metastasia. Jako śpiewak występował początkowo we Włoszech, później także w Wiedniu. W 1786 roku poślubił śpiewaczkę operową Luisę Laschi, pierwszą odtwórczynię roli Hrabiny w Weselu Figara. Po jej śmierci w 1791 roku ożenił się powtórnie, z tancerką Vincenzą Viganò, z którą doczekał się 12 dzieci.
W 1805 roku osiadł w Bolonii, gdzie założył własny zespół operowy, w którym sam występował i do którego zaangażował członków swojej rodziny. Mombelli kreował rolę Demetriusza w prapremierowym przedstawieniu opery Gioacchino Rossiniego Demetriusz i Polibiusz (Rzym 1812), do której libretto napisała jego żona. Po 1816 roku zaprzestał występów i poświęcił się pracy pedagogicznej.